# 石川直清
石川 直清（いしかわ なおきよ）は、室町時代の武将。姓は石河とも記される。丹後一色氏の家臣。

## 概要
文明11年（1479年）に一色義春が伊勢守護に任じられると、翌年4月に守護代となり伊勢国に下向した。
文明16年（1484年）に一色義春が没すると丹後国に帰還した。